# Checco Zalone
Checco Zalone, pseudonimo di Luca Pasquale Medici (Bari, 3 giugno 1977), è un comico, showman, attore, cabarettista, imitatore, pianista, cantautore, sceneggiatore e regista italiano.
I cinque film che lo hanno visto protagonista hanno incassato complessivamente 220 milioni di euro e 4 di questi compaiono nella lista dei 10 film con maggiori incassi in Italia.

## Biografia

### Origini e formazione
Di lontane origini pulsanesi, Luca Medici nasce il 3 giugno 1977 a Bari, figlio di Alessandro Medici e Antonietta Capobianco. Lo pseudonimo Checco Zalone deriva dall'espressione in dialetto barese "Che cozzalone", che significa "Che zoticone". Cresciuto a Capurso, vicino Bari, durante la sua adolescenza era molto appassionato di videogiochi e trascorreva gran parte dei pomeriggi in casa. Si diploma presso il liceo scientifico Sante Simone di Conversano e si iscrive all'Università degli Studi di Bari Aldo Moro, dove si laurea in giurisprudenza. Nel frattempo partecipa ai concorsi da vice ispettore di Polizia e all'INAIL a Rimini, non superandoli.

### Gli esordi nel mondo dello spettacolo
Inizia a cantare nelle sale per ricevimenti della Puglia in occasione dei matrimoni, per poi avvicinarsi a diversi musicisti jazz pugliesi e non solo, tra cui i chitarristi Vito Ottolino, Pino Mazzarano e Leonardo Di Carlo e il batterista Ale Baldi. Esordisce nel 2004 insieme a Giacinto Lucariello e Pierluigi Morizio, con cui presenta il concorso di bellezza "Ragazza Cinema Ok" nei locali della Puglia.

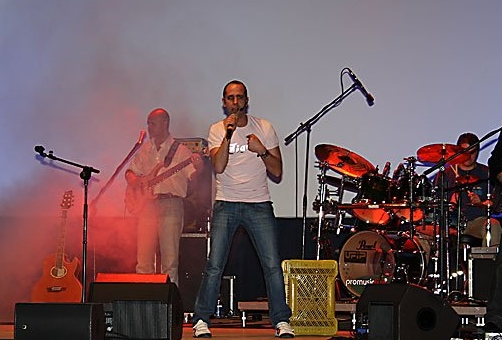
Checco Zalone sul palco nel 2008

Appare insieme al regista barese Gennaro Nunziante in alcuni programmi di Telenorba. Proveniente dal laboratorio Zelig di Bari, raggiunge la notorietà quando approda nel 2005 sul palco di Zelig Off e partecipa successivamente a Zelig Circus, in cui si esibisce anche nell'imitazione di Carmen Consoli e viene presentato come un cantautore napoletano.
Nell'estate del 2006, prima dell'inizio del Mondiale di Germania che sarà poi vinto dall'Italia, compone la canzone Siamo una squadra fortissimi, dedicata alla nazionale di calcio italiana. Il pezzo, trasmesso quasi per scherzo durante il programma radiofonico condotto da Ivan Zazzaroni sulle frequenze di Radio Deejay, riscuote un grande ed inaspettato successo e gli conferisce notorietà presso il grande pubblico, venendo pubblicato dalla casa discografica indipendente Universo e raggiungendo il primo posto nella classifica nazionale italiana lo stesso anno dei Mondiali di calcio.
Nell'estate del 2007, alla presentazione dei palinsesti Mediaset, si esibisce in una parodia di Ti regalerò una rosa, brano di Simone Cristicchi vincitore del Festival di Sanremo, trasformato da Zalone in A me mi piace quella cosa, con un ovvio doppio senso a tema sessuale. Ha condotto su Italia 1, insieme con Amadeus, il quiz musicale Canta e vinci. Nel 2008 compone la canzone Cuore biancorosso, con cui dichiara il suo amore per il Bari, squadra di cui è tifoso. Sempre nel 2008, canta a Zelig una parodia satirica della canzone A te di Jovanotti. Il 3 gennaio 2009 Bananas e La Gazzetta dello Sport lanciano in edicola la collana Gazzelig, un vero e proprio successo editoriale con 138 500 pezzi venduti della prima uscita: Checco Zalone e i Mitili ignoti Live Tour.

### Il successo conCado dalle nubi
Nel maggio 2009 iniziano le riprese – effettuate tra Milano, Polignano a Mare e Roma – del suo primo film, Cado dalle nubi, che segna anche l'esordio di Gennaro Nunziante alla regia. La pellicola, che affronta i principali temi sociali ed economici del Bel paese, narra la storia di un cantante pugliese che coltiva il sogno di entrare a far parte del mondo dello spettacolo e cerca in tutti i modi di riuscirci. La sua lenta ed inesorabile scalata verso il successo, con tanto di trasferimento al Nord, si mescola con la conoscenza di Marika e la partecipazione ad un noto talent show, oltre che al rapporto con il cugino Alfredo e il suo compagno Manolo che lo ospitano.
Il film uscì nelle sale cinematografiche il 27 novembre 2009 e nel primo weekend di programmazione riuscì ad incassare 3 milioni di euro, cifra che in seguito ammontò a 14 milioni, la quale lo rese l'undicesimo film con più incassi nel biennio 2009-2010.
Poco dopo venne pubblicato anche l'album omonimo, contenente tutte le tracce del film; il brano Angela, tra i più iconici del suo repertorio musicale, vinse il Nastro d’argento nel 2010 per la miglior canzone originale e risultò tra i candidati, sempre nella stessa categoria, ai David di Donatello, dove tuttavia perse contro Baciami ancora di Jovanotti.
L'11 ottobre 2009 va in onda su Canale 5, in prima serata, il Checco Zalone Show. Il 2 e 9 dicembre 2011, sempre in prima serata su Canale 5, Zalone va in onda con uno show dal nome Resto Umile World Show. Il titolo della trasmissione si rifà al tour 2011 Resto Umile World Tour.

### La conferma conChe bella giornataeSole a catinelle

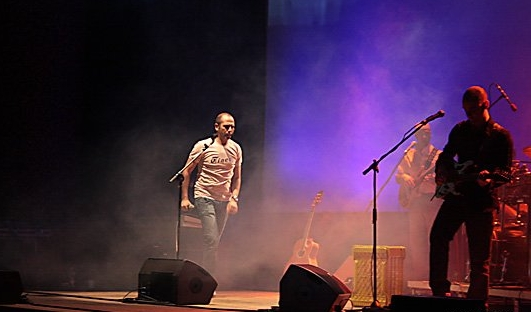
Checco Zalone in concerto nel 2008

Il 5 gennaio 2011 è uscito nei cinema il suo secondo film, Che bella giornata, sempre con la regia di Gennaro Nunziante. Nel primo giorno di programmazione in Italia ha raccolto la cifra record di 2,5 milioni di euro, mentre nei primi due giorni di programmazione ha incassato un totale di quasi 7 milioni, superando Avatar e Harry Potter. Nelle prime due settimane gli incassi del film hanno raggiunto i 31231984 €, superando così gli incassi de La vita è bella di Roberto Benigni secondo i dati Cinetel, ma non secondo quelli Siae. Al 31 gennaio 2011 la sua pellicola ha raggiunto i 43475840 €, ottenendo così la seconda posizione tra i film con maggiori incassi in Italia, dopo Avatar di James Cameron, posizione poi riconquistata da Titanic (pellicola sempre di Cameron) grazie alla sua seconda uscita nei cinema nel 2012.
La canzone L'amore non ha religione, tratta dal film Che bella giornata, ha raggiunto la posizione numero 5 della Top Digital Download stilata dalla Fimi. A maggio 2012 pubblica un nuovo singolo, intitolato La cacada, basato su ritmi latinoamericani e cantato ironicamente anche in spagnolo, raggiunge il terzo posto della Classifica FIMI.
Nel 2013 scrive la musica per la canzone Fuggi da Foggia, canzone che fa da colonna sonora al film Amici come noi di Pio e Amedeo. L'8 ottobre 2013 all'Arena di Verona partecipa, come ospite, alla seconda serata dello spettacolo Gianni Morandi - Live in Arena. Il 31 ottobre seguente esce il suo nuovo film, intitolato Sole a catinelle. Dopo soli quattro giorni di programmazione, la pellicola ha incassato ben 18,6 milioni di euro, superando il record conquistato sempre da Zalone con il precedente film del 2009. Il 4 dicembre 2013 il film incassa 51948550 €, superando anche gli incassi italiani del film Titanic. Il film inoltre vince il Biglietto d'oro come film più visto del 2013.
Per promuovere il suo quarto film, Quo vado?, è ospite esclusivamente in Rai, il 20 dicembre 2015 di Fabio Fazio in Che tempo che fa e il 27 dicembre dello stesso anno ne L'Arena di Massimo Giletti. Questo film esce a Capodanno e diventa campione d'incassi italiano, sfiorando i sette milioni al botteghino nelle prime ventiquattr'ore. Il film chiude la corsa con un incasso di oltre 65 milioni di euro, diventando così il film italiano di maggior successo nella storia del cinema nostrano.
Il 25 settembre 2016 esce uno spot televisivo in cui Checco presta la sua immagine alla campagna per la raccolta di fondi a favore della ricerca contro la SMA, una grave malattia muscolare. Lo spot ottiene grande successo, soprattutto per il tono ironico e leggero con cui l'attore mette in evidenza le difficoltà quotidiane dei malati e l'atteggiamento spesso intollerante o ipocrita della gente nei loro confronti.
Il 12 gennaio 2017 è nata la sua seconda figlia, Greta.
Torna in TV nel 2017, l'11 febbraio con un videomessaggio per Al Bano durante la finale del Festival di Sanremo, e il 13 dicembre come ospite di Paolo Bonolis a Music: imita Francesco Guccini e Nichi Vendola, reinterpreta le sigle di Holly e Benji e Kiss Me Licia in chiave omosessuale e omaggia Pino Daniele con Alleria e Je so' pazzo. Il 12 marzo 2018 si esibisce a sorpresa come ospite durante il concerto di Zucchero Fornaciari a Bari per il Wanted - Un'altra storia Tour.

### Il successo conTolo Tolo
Il 13 dicembre 2019 è ospite da Rosario Fiorello a Viva Raiplay per promuovere il film Tolo Tolo, proponendo la sua canzone La nostalgie de bidet. Il film esce il 1º gennaio 2020 e per la prima volta Zalone è impegnato anche come regista. Nel primo giorno di programmazione il film incassa 8668926 €, con oltre un milione di spettatori, divenendo il film con il migliore incasso nella storia del cinema italiano nelle prime 24 ore. La critica in generale ha lodato il cambiamento di Luca Medici e la sua evoluzione verso temi più impegnativi. Paolo Mereghetti sul Corriere della Sera e Natalia Aspesi per la Repubblica hanno spesso parole d'elogio di un film riuscito paragonandolo (come molti altri quotidiani nazionali) alle commedie all'italiana di Alberto Sordi o di Dino Risi. Nonostante la grande attrazione mediatica il film, dopo il botto iniziale di incassi, si assesta su una media decrescente rispetto ai suoi precedenti film, concludendo la sua corsa comunque con incassi ottimi (46201300 €) e decisamente sopra la media degli altri film italiani.
Durante il lockdown causato dalla pandemia di COVID-19 esce il brano L'immunità di gregge, il cui video viene pubblicato su YouTube il 30 aprile 2020 ed è girato insieme a Virginia Raffaele. Il 30 aprile 2021 esce il video del suo nuovo singolo La vacinada, girato a Tiggiano nel Salento con l'attrice premio Oscar Helen Mirren; questa partecipazione porta Zalone ad avere un numero di Bacon pari a 3, tra i più alti fra gli attori italiani. L'11 maggio seguente, per Tolo Tolo, dopo aver vinto il Globo d'oro come miglior commedia, riceve il David di Donatello come migliore canzone originale e il David dello spettatore, mentre riceve una candidatura come miglior regista esordiente.
Nel gennaio 2022 viene annunciato dall'agenzia ANSA come primo super ospite del 72º Festival di Sanremo, interamente condotto e diretto da Amadeus. Si esibisce nella seconda serata con alcuni brani, tra i tanti Poco ricco e Angela.
Nello stesso anno partecipa come autore allo Zecchino d'Oro 2022 insieme a Antonio Iammarino con la canzone Giovanissimo Papà cantata da Giorgia Nocentini insieme al Piccolo Coro dell'Antoniano.

### Il ritorno a teatro, in televisione e al cinema

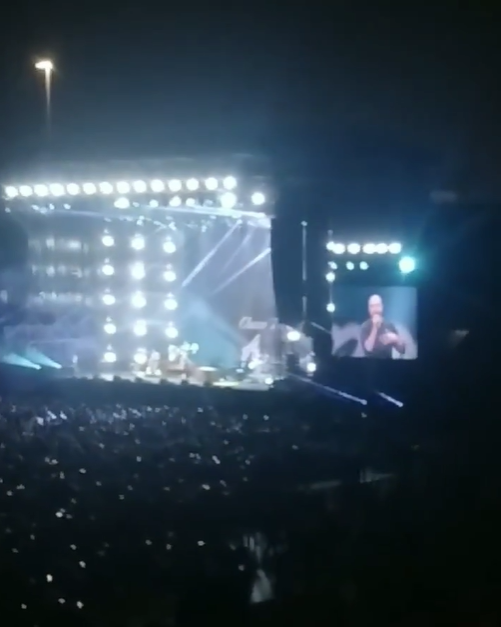
Checco Zalone allo Stadio della Vittoria a Bari per lo spettacolo Amore+IVA nel 2023

Nel novembre del 2022 parte da Firenze il suo tour teatrale Amore+IVA, che riscuote un grande successo con 111 date in 17 regioni e 38 città (alcune anche in Svizzera) per 370.000 spettatori totali con ultima tappa al Forum di Assago nell'ottobre del 2023. Tra gli ospiti delle varie tappe Al Bano, Michelle Hunziker, Gigi D'Alessio, Francesco De Gregori, Jovanotti, Virginia Raffaele, Riccardo Muti, Roberto Bolle e Giuliano Sangiorgi. Il 14 novembre 2023 viene trasmesso su Canale 5 lo spettacolo registrato nel maggio precedente all'Arena di Verona e poi reso disponibile su Netflix dal 1º gennaio 2024.
Il 12 marzo seguente viene annunciata la pubblicazione del nuovo album, Pastiche, realizzato in coppia con Francesco De Gregori, di cui viene resa nota la scaletta con nuove versioni di vecchi brani, cover dal repertorio di Paolo Conte, Antonello Venditti e Pino Daniele e un inedito.
Il 30 maggio 2025 viene annunciato il ritorno sulle scene cinematografiche con un nuovo film insieme a Gennario Nunziante, le cui riprese sono iniziate a luglio in Sardegna presso la Costa Smeralda, per poi proseguire a Roma e in Spagna. Il 13 giugno viene annunciato il titolo del film, Buen Camino.

## Vita privata
Dalla metà degli anni 2000, fino al luglio 2024, è stato legato sentimentalmente a Mariangela Eboli, conosciuta nel 2006 e da cui ha avuto due figlie nel 2013 e nel 2017.
Eboli, inoltre, era amministratore unico della società a r.l. Mlz, posseduta da Zalone (al 95%) e da sua madre, Antonietta Capobianco (al 5%), che organizza gli spettacoli del comico: a seguito della separazione con il compagno, la donna è stata revocata da tale incarico e liquidata con un'indennità di 30 mila euro. Eboli aveva lavorato artisticamente con Zalone ottenendo due camei nel film Cado dalle nubi e in un duetto canoro con Caparezza nel film Che bella giornata.

## Il personaggio
Checco Zalone, apparso inizialmente su Telenorba, nasce come la rappresentazione stereotipata di un cantante neomelodico pugliese che si esibisce durante comunioni e matrimoni, rielaborando in chiave neomelodica brani di qualsiasi genere musicale. Per stessa ammissione dell'autore, il personaggio si rifà a quelli interpretati da Emilio Solfrizzi e Antonio Stornaiolo, rispettivamente "Piero Scamarcio" e "lo Scippatore d'emozioni", ed è ispirato anche alle esibizioni di veri cantanti neomelodici presenti su Telenorba. Il personaggio è caratterizzato dall'abbigliamento, consistente in una maglietta rosa attillata e un paio di jeans, e da un modo di parlare ricco di grossi errori grammaticali.
Durante le sue apparizioni a Zelig, Checco fa intendere di essere un ex galeotto e molto spesso racconta le sue comiche avventure presentandosi inizialmente come vittima della società punita ingiustamente per poi alla fine far comprendere che stava commettendo gesti illeciti, come furti e rapine. Durante gli anni il personaggio ha subito un sostanziale mutamento, specie con l'uscita dei due lungometraggi Cado dalle nubi e Che bella giornata, perdendo le marcate origini pugliesi e acquisendo un accento e uno stile nettamente più nazionali. Anche l'abbigliamento ne ha risentito: dall'edizione del 2009 di Zelig usa vestirsi in modo notevolmente più casual, pur non perdendo riferimenti stilistici al mondo neomelodico.

### Personaggi imitati
Molti sono i personaggi pubblici che Checco Zalone imita. Tra questi troviamo Nichi Vendola, Raffaele Fitto, Al Bano, Carmen Consoli, Jovanotti, Giuliano Sangiorgi, Vasco Rossi, Anna Tatangelo, Tiziano Ferro, Renzo Bossi, Roberto Saviano, Giovanni Allevi, Antonio Cassano, Eros Ramazzotti, Kekko Silvestre, Giusy Ferreri, Gigi D'Alessio, Francesco Guccini, Gianni Celeste, Massimo Gramellini, Riccardo Muti, Toni Servillo (nei panni di Jep Gambardella) e tanti altri. Durante la prima serata del suo Resto Umile World Show ha inoltre imitato il controverso personaggio di Michele Misseri, coinvolto nell'omicidio di Avetrana. Durante il tour teatrale Amore+IVA imita anche Andrea Bocelli, Vladimir Putin, Riccardo Muti e Adriano Celentano oltre ai riproposti Vasco Rossi, Antonio Cassano, Tiziano Ferro e Giuliano Sangiorgi.

## Discografia

### Album in studio
- 2006 – ...Se non avrei fatto il cantande
- 2007 – Se ce l'o' fatta io...ce la puoi farcela anche tu
- 2009 – Cado dalle nubi
- 2011 – Che bella giornata
- 2020 – Tolo Tolo
- 2024 – Pastiche (con Francesco De Gregori)

### EP
- 2013 – Sole a catinelle
- 2016 – Quo vado?

### Singoli
- 2006 – La polizzia
- 2006 – Siamo una squadra fortissimi
- 2006 – I juventini
- 2007 – Se ce l'ò fatta io...ce la puoi farcela anche tu
- 2008 – Cuore biancorosso
- 2011 – Che bella giornata
- 2011 – L'amore non ha religione
- 2011 – Se mi aggiungerai
- 2012 – La cacada
- 2012 – La cacada remixato
- 2014 – Tapinho
- 2015 – La prima Repubblica
- 2019 – Immigrato
- 2020 – L'immunità di gregge
- 2021 – La vacinada
- 2022 – Poco ricco
- 2022 – Sulla barca dell'oligarca
- 2025 – L'ultimo giorno di patriarcato

### Autore per altri artisti
- 2013 – Fuggi a Foggia per Pio e Amedeo

## Filmografia

### Attore e sceneggiatore

#### Cinema
- Cado dalle nubi, regia di Gennaro Nunziante (2009)
- Che bella giornata, regia di Gennaro Nunziante (2011)
- Sole a catinelle, regia di Gennaro Nunziante (2013)
- Quo vado?, regia di Gennaro Nunziante (2016)
- Tolo Tolo, regia di Checco Zalone (2020)

#### Televisione
- Belli dentro – episodio 4x11 (2012) - solo attore

### Regista
- Tolo Tolo (2020)

## Teatro
- Checco Zalone Show (2009)
- Resto umile World Show (2011)
- Amore+IVA (2022-2023)

## Televisione
- Sottanos (Telenorba, 2005)
- Zelig Off (Canale 5, 2005)
- Zelig (Canale 5, 2006-2008)
- Fuori controllo (Telenorba, 2006)
- Canta e vinci (Italia 1, 2007-2008)
- Checco Zalone Show (Canale 5, 2009)
- Resto umile World Show (Canale 5, 2011)
- Amore+IVA (Canale 5, 2023)

## Videoclip
- Siamo una squadra fortissimi (2006)
- Immigrato (2019)
- L'immunità di gregge (2020)
- La vacinada (2021)
- Sulla barca dell'oligarca (2022)
- L'ultimo giorno di patriarcato (2025)

## Riconoscimenti
- David di Donatello
  - 2010 – Candidatura alla migliore canzone originale per Angela (Cado dalle nubi)
  - 2011 – Candidatura alla migliore canzone originale per L'amore non ha religione (Che bella giornata)
  - 2016 – Candidatura alla migliore canzone originale per La prima Repubblica (Quo vado?)
  - 2021 – Candidatura al miglior regista esordiente per Tolo Tolo
  - 2021 – Migliore canzone originale per Immigrato (Tolo Tolo)
  - 2021 – Candidatura al David Giovani per Tolo Tolo
  - 2021 – David dello spettatore per Tolo Tolo – 6 674 622 spettatori[45]
- Nastro d'argento
  - 2020 – Candidatura alla miglior commedia per Tolo Tolo
- Ciak d'oro
  - 2010 – Rivelazione dell'anno[46]
- Globo d'oro
  - 2010 – Miglior attore rivelazione per Cado dalle nubi
  - 2020 – Miglior commedia per Tolo Tolo
- Gran Premio Internazionale dello Spettacolo
  - 2022 – Telegatto per il fantastico spettacolo intitolato Amore + Iva